# Callophrys
El género Callophrys incluye mariposas de la familia Lycaenidae. Aparentemente no es monofilético, pero aún no se determina cuales de los sinónimos menores de Callophrys son géneros válidos.
Los miembros asiáticos y europeos de este género y algunas de las especies norteamericanas se conocen como "green hairstreaks" y las especies norteamericanas en el subgénero Incisalia se conocen como "elfins" (duendes).

## Especie
Listado alfabético dentro de los grupos.
Subgénero Callophrys Billberg, 1820:
- Callophrys affinis (W. H. Edwards, 1862)
- Callophrys amphichloros (Cabeau, 1923)
- Callophrys androflavus (Capuse, 1963)
- Callophrys armeniaca Zhdanko, 1998
- Callophrys apama (W. H. Edwards, 1882)
- Callophrys avis Chapman, 1909
- Callophrys barraguei (Dujardin, 1972)
- Callophrys bipunctata (Tutt, 1907)
- Callophrys borelis (Krulikovski, 1890)
- Callophrys brunnea (Tutt, 1907)
- Callophrys butlerovi (Migranov, 1992)
- Callophrys caecus (Fourcroy, 1785)
- Callophrys caerulescens (Bang-Haas, 1912)
- Callophrys chalybeitincta Sovinsky, 1905
- Callophrys cinerascens (Rebel, 1909)
- Callophrys comstocki (Henne, 1941)
- Callophrys connexa (Tutt, 1907)
- Callophrys davisi (Watson & Comstock, 1920)
- Callophrys danchenkoi Zhdanko, 1998
- Callophrys dumetorum (Boisduval, 1852)
- Callophrys fervida (Staudinger, 1901)
- Callophrys foulquieri (Rivertigat, 1915)
- Callophrys gryneus (Hübner, [1819])
- Callophrys hatuma Zhdanko, 1996
- Callophrys herculeana (Pfeiffer, 1927)
- Callophrys homoperplexa (Barnes & Benjamin, 1923)
- Callophrys mcfarlandi (Clench & Ehrlich, 1960)
- Callophrys mystaphia Miller, 1913
- Callophrys paulae Pfeiffer, 1932
- Callophrys perplexa Barnes & Benjamin, 1923
- Callophrys rubi (Linnaeus, 1758)
- Callophrys sheridanii (W. H. Edwards, 1877)
- Callophrys suaveola (Staudinger, 1881)
- Callophrys titanus Zhdanko, 1998
- Callophrys washingtonia (Clench, 1945)

Subgénero Cisincisalia Johnson, 1992:
- Callophrys johnsoni (Skinner, 1904)
- Callophrys spinetorum (Hewitson, 1867)[3]
- Callophrys guatemalena Clench, 1981

Subgénero Incisalia Scudder, 1872:
- Callophrys augustinus (Westwood, 1852)
- Callophrys eryphon (Boisduval, 1852)
- Callophrys fotis (Strecker, 1878)
- Callophrys henrici (Grote & Robinson, 1867)
- Callophrys irus (Godart, 1824)
- Callophrys lanoraieensis Sheppard, 1934
- Callophrys mossii (H. Edwards, 1881)
- Callophrys niphon (Hübner, 1819)
- Callophrys polios Cook & Watson, 1907

Subgénero Mitoura Scudder, 1872:
- Callophrys barryi (K. Johnson, 1976)[4]
- Callophrys gryneus (Hübner, 1819)[5]
- Callophrys hesseli (Rawson & Ziegler, 1950)
- Callophrys muiri (H. Edwards, 1881)
- Callophrys rosneri (Johnson, 1976)[6]
- Callophrys thornei (Brown, 1983)

SubgéneroSandia Clench & Ehrlich, 1960:
- Callophrys mcfarlandi Ehrlich & Clench, 1960

Subgénero Xamia Clench, 1961:
- Callophrys xami (Reakirt, 1867) ( Arizona y Texas hasta Guatemala)[7]
- Callophrys scaphia Clench, 1981

Subgénero Ahlbergia Bryk, 1946 
- Callophrys aleucopuncta K. Johnson, 1992
- Callophrys arquata K. Johnson, 1992
- Callophrys bimaculata K. Johnson, 1992
- Callophrys caerulea K. Johnson, 1992
- Callophrys caesius K. Johnson, 1992
- Callophrys chalcidis I. Chou & H.H. Li, 1994
- Callophrys chalybeia (Leech, 1890)
- Callophrys circe (Leech, 1893)
- Callophrys clarofacia (K. Johnson, 1992)
- Callophrys clarolinea (H. Huang & A.M. Chen, 2006)
- Callophrys confusa (H. Huang, Z. Chen & M. Li, 2006)
- Callophrys distincta H. Huang, 2003
- Callophrys dongyui (H. Huang & C.H. Zhan, 2006)
- Callophrys ferrea (Butler, 1866)
- Callophrys frivaldszkyi (Lederer, 1855)
- Callophrys haradai (Igarashi, 1973)
- Callophrys hsui (K. Johnson, 2000)
- Callophrys huertasblancae (K. Yoshino, 2016)
- Callophrys korea K. Johnson, 1992
- Callophrys leechii (de Nicéville, [1893])
- Callophrys leechuanlungi (H. Huang & Y.C. Chen, 2005)
- Callophrys leei (K. Johnson, 1992)
- Callophrys luoliangi (H. Huang & K. Song, 2006)
- Callophrys lynda (K. Johnson, 1992)
- Callophrys nicevillei (Leech, 1893)
- Callophrys pictila K. Johnson, 1992
- Callophrys pluto (Leech, 1893)
- Callophrys prodiga K. Johnson, 1992
- Callophrys unicolora K. Johnson, 1992
- Callophrys zhujianhuai H. Huang & C.S. Wu, 2003

Sin asignar:
- Callophrys dospassosi Clench, 1981
- Callophrys estela Clench, 1981